# Luci Bebi Dives
Luci Bebi Dives (en llatí Lucius Baebius Dives) va ser un magistrat romà del segle ii aC. Formava part de la gens Bèbia, una gens romana d'origen plebeu.
Va ser pretor l'any 189 aC i després va rebre el govern de la Hispània Ulterior. De camí cap al seu govern el van atacar els lígurs que li van destruir part de les seves forces. Dives va resultar ferit, però va aconseguir escapar cap a Massília on va morir al cap de tres dies.